# Afonso Moreira
Afonso Bastardo Moreira (Lamego, 19 marzo 2005) è un calciatore portoghese, attaccante dell'Olympique Lione.

## Caratteristiche tecniche
Ricopre il ruolo di ala, che può svolgere in entrambe le fasce.

## Carriera

### Club
Moreira è cresciuto nel settore giovanile dello Sporting Lisbona, con cui ha firmato il suo primo contratto professionistico il 26 luglio 2021. Il 20 agosto 2022 ha debuttato con la squadra B nell'incontro di Terceira Liga perso 3-2 contro il Moncarapachense ed il 2 settembre ha segnato il suo primo gol, decisivo nella vittoria per 1-0 sull'Alverca. Il 20 ottobre ha prolungato il contratto fino al 2025.
Nell'estate del 2023 è stato promosso in prima squadra ed il 12 agosto ha esordito nell'incontro inaugurale della Primeira Liga 2023-2024 vinto 3-2 contro il Vizela. Il 26 gennaio 2024 ha prolungato il contratto fino al 2028 e pochi giorni dopo è stato prestato al Gil Vicente. Debutta con la nuova squadra il 4 febbraio successivo, subentrando nella sconfitta esterna per 3-0 contro il Benfica.

### Nazionale
Dal 2021 ha collezionato 22 presenze totali e una rete con le nazionali giovanili portoghesi Under-17, Under-18 e Under-19.

## Statistiche

### Presenze e reti nei club
Statistiche aggiornate al 18 febbraio 2024.
| Stagione                  | Squadra                   | Campionato                | Campionato | Campionato | Coppe nazionali | Coppe nazionali | Coppe nazionali | Coppe continentali | Coppe continentali | Coppe continentali | Altre coppe | Altre coppe | Altre coppe | Totale | Totale | Totale |
| Stagione                  | Squadra                   | Comp                      | Pres       | Reti       | Comp            | Pres            | Reti            | Comp               | Pres               | Reti               | Comp        | Pres        | Reti        | Pres   | Reti   |        |
| ------------------------- | ------------------------- | ------------------------- | ---------- | ---------- | --------------- | --------------- | --------------- | ------------------ | ------------------ | ------------------ | ----------- | ----------- | ----------- | ------ | ------ | ------ |
| 2022-2023                 | Sporting Lisbona B        | L3                        | 24         | 4          |                 | -               | -               |                    | -                  | -                  |             | -           | -           | 24     | 4      |        |
| 2023-gen. 2024            | Sporting Lisbona B        | L3                        | 9          | 0          |                 | -               | -               |                    | -                  | -                  |             | -           | -           | 9      | 0      |        |
| Totale Sporting Lisbona B | Totale Sporting Lisbona B | Totale Sporting Lisbona B | 33         | 4          |                 | -               | -               |                    | -                  | -                  |             | -           | -           | 33     | 4      |        |
| 2023-gen. 2024            | Sporting Lisbona          | PL                        | 1          | 0          | CP+CdL          | 1+1             | 0               | UEL                | 0                  | 0                  |             | -           | -           | 3      | 0      |        |
| gen.-giu. 2024            | Gil Vicente               | PL                        | 3          | 0          | CP+CdL          | 1+0             | 0               |                    | -                  | -                  |             | -           | -           | 4      | 0      |        |
| Totale carriera           | Totale carriera           | Totale carriera           | 37         | 4          |                 | 3               | 0               |                    | 0                  | 0                  |             | 0           | 0           | 40     | 4      |        |

## Palmarès

### Club

#### Competizioni nazionali
- Campionato portoghese: 1

Sporting Lisbona: 2024-2025
- Coppa del Portogallo: 1

Sporting Lisbona: 2024-2025